# Xã Roaring River, Quận Barry, Missouri
Xã Roaring River (tiếng Anh: Roaring River Township) là một xã thuộc quận Barry, tiểu bang Missouri, Hoa Kỳ. Năm 2010, dân số của xã này là 1.333 người.